# Marie-Jeanne Gabrielle d'Autriche
Marie-Jeanne-Gabrielle Josèphe Antoinette d'Autriche, née le 4 février 1750 à Vienne, morte le 23 décembre 1762, est une archiduchesse d'Autriche et le onzième enfant de l'empereur François Ier de Lorraine et de l'impératrice-reine Marie-Thérèse. Elle est fiancée à Ferdinand Ier des Deux-Siciles, mais le projet de mariage n'est jamais conclu car elle meurt prématurément de la variole.

## Biographie

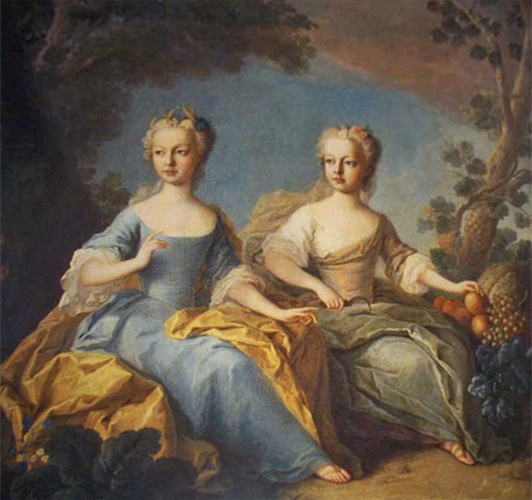
Marie-Jeanne et sa sœur cadette proche, Marie-Josèphe, par Pierre Benevault (1759).

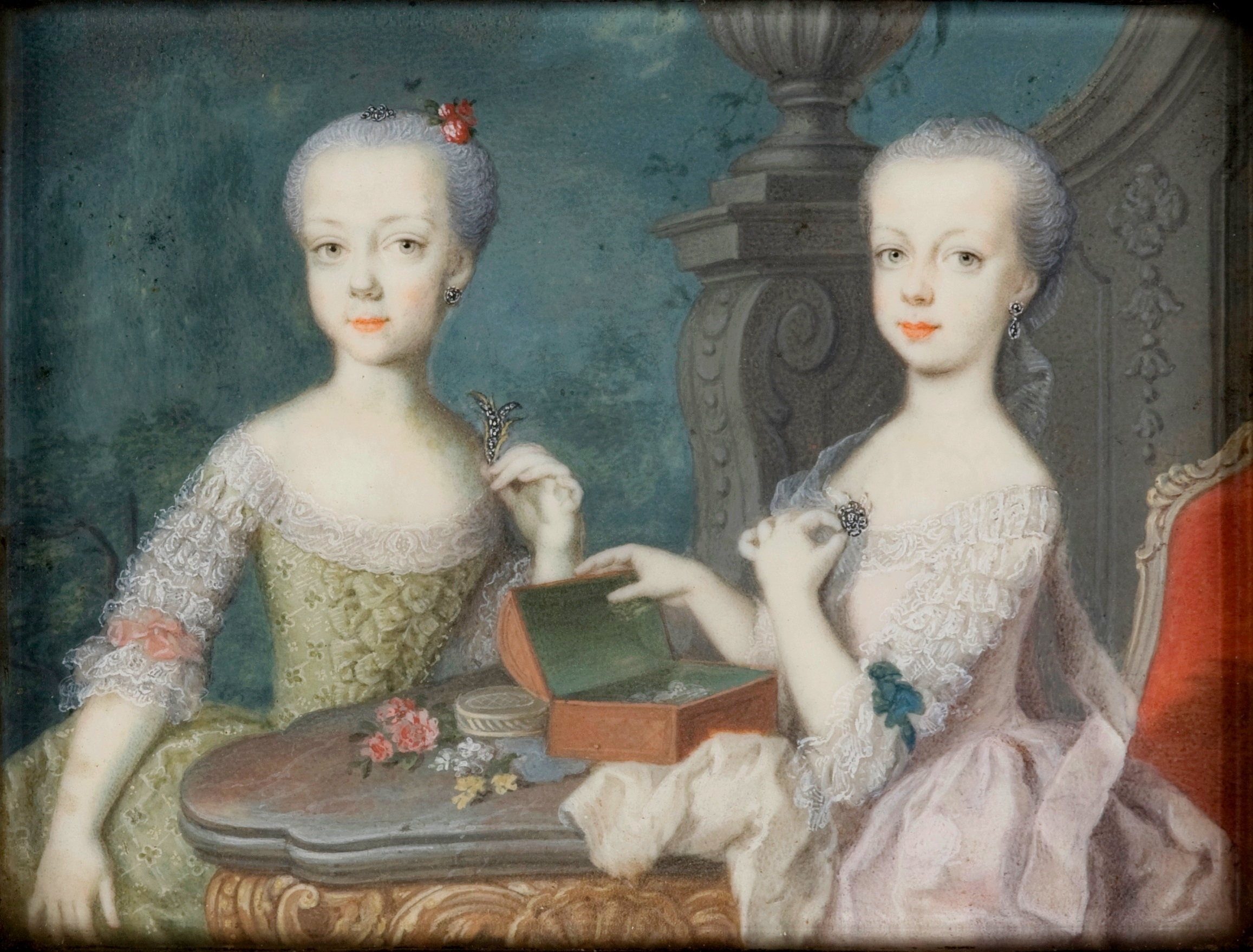
Marie-Jeanne et sa sœur cadette Marie-Josèphe essayant des bijoux, par Johann Christoph von Reinsperger.

Onzième enfant et huitième fille de l'empereur François Ier de Lorraine et de l'impératrice-reine Marie-Thérèse, Marie-Jeanne naît le 4 février 1750 au palais de la Hofburg à Vienne, après la guerre de Succession d'Autriche pendant laquelle sa mère a défendu avec courage et ténacité ses terres patrimoniales et fait couronner empereur son mari ce qui lui a valu l'estime de l'Europe entière. Marie-Jeanne est élevée dans le Kindskammer avec ses nombreux frères et sœurs, dont Marie-Josèphe, sa cadette d'un an née en 1751, dont elle est particulièrement proche. Les deux sœurs sont éduquées ensemble par les mêmes précepteurs,.
Marie-Jeanne étudie le latin, le français, l'italien, le grec, l'espagnol, l'allemand, l'anglais, l'histoire, la géographie, l'arpentage, les mathématiques et la théologie depuis l'âge de trois ans,. Avec ses sœurs, pendant que leurs frères apprennent à jouer de différents instruments, elle apprend aussi le chant et la danse, dans lesquels elle est réputée exceller, et donne des représentations de chant. Elle aime aussi le théâtre. Un théâtre est spécialement construit au palais de Schönbrunn, et Marie-Jeanne et ses frères et sœurs y donnent de fréquentes représentations musicales. Selon les contemporains, Marie-Jeanne et sa sœur Marie-Josèphe « se développent de manière satisfaisante, étudient bien leurs leçons et sont impliquées dans de nombreuses festivités auxquelles elles participent avec enthousiasme ».

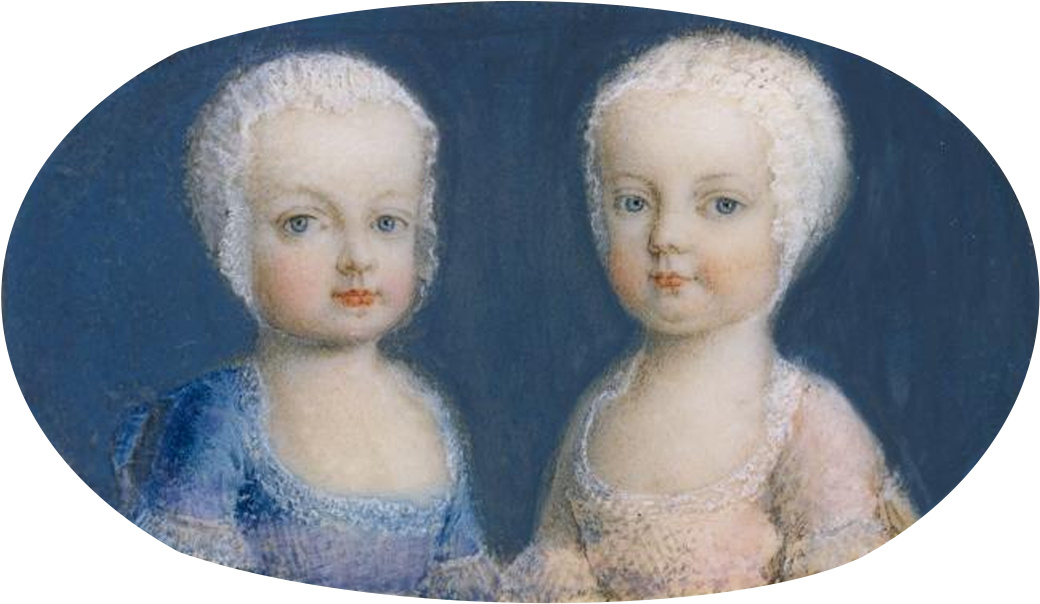
Marie-Jeanne avec sa sœur cadette Marie-Josèphe.

### Fiançailles
La guerre de Sept Ans, vaine tentative autrichienne pour reconquérir la Silésie, influera sur le destin de la jeune archiduchesse et de ses frères et sœurs. Dans le cadre du rapprochement entre la Maison de Habsbourg-Lorraine et la Maison de Bourbon, son frère aîné Joseph, héritier du trône épouse en 1760 la princesse Marie-Isabelle de Bourbon-Parme, et malgré son jeune âge, Marie-Jeanne est fiancée à Ferdinand IV, roi de Naples, son cadet d'un an. Sa sœur Marie-Amélie d'Autriche était également pressentie pour ce mariage, mais le père de Ferdinand, Charles III d'Espagne, rompt les fiançailles car Marie-Amélie est jugée trop âgée, ayant cinq ans de plus que son fiancé.

### Décès

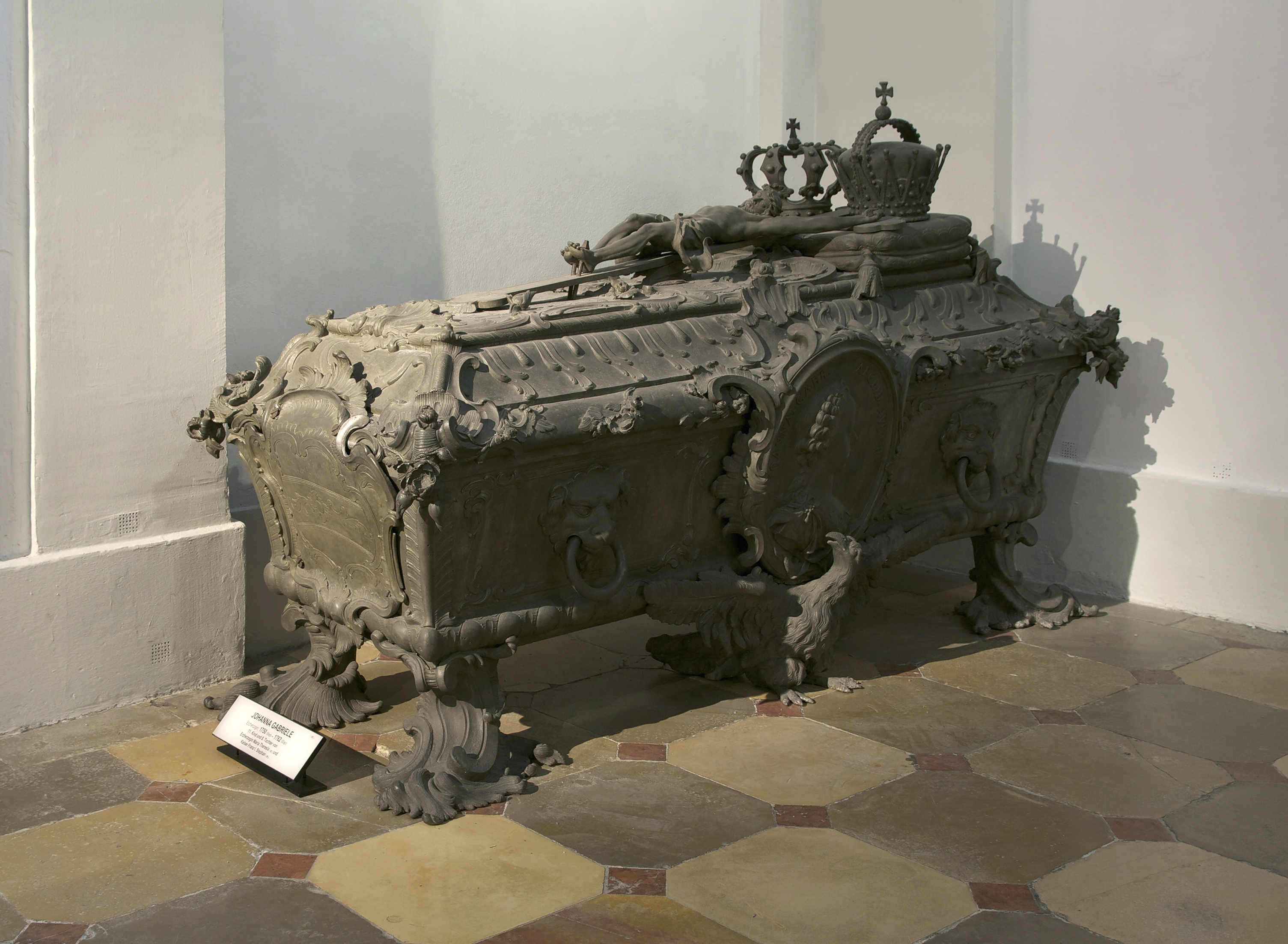
Son sarcophage dans la crypte impériale des Capucins, Vienne, Autriche.

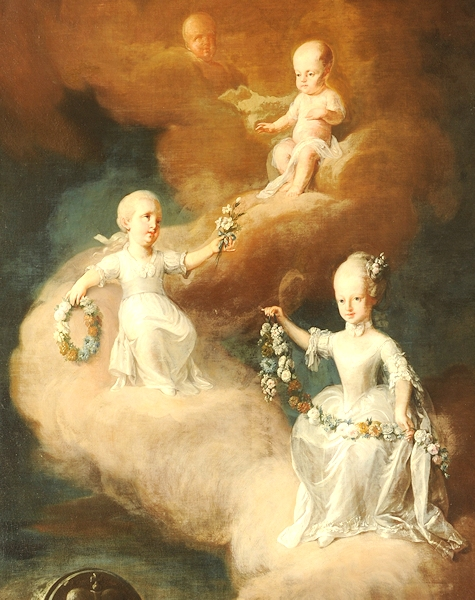
Marie-Jeanne (tout en bas) avec ses trois sœurs mortes dans leur toute petite enfance.

Dans la seconde moitié du XVIIIe siècle, la variole fait des ravages dans le Saint-Empire romain germanique. Leopold Mozart, père de Wolfgang Amadeus Mozart, note que « dans tout Vienne, on ne parle que de la variole. S'il y avait 10 enfants dans les registres des décès, 9 d'entre eux étaient morts de la variole ».

Le frère de Marie-Jeanne, Charles, meurt de la variole à l'âge de 16 ans en 1761. À son tour, la jeune archiduchesse contracte ce mal qui ravage encore l'Europe des Lumières et meurt l'année suivante à l'âge de 12 ans. Sa mort douloureuse est observée par sa belle-sœur Marie-Isabelle de Bourbon-Parme. Sa mère Marie-Thérèse trouve du réconfort dans le fait que sa fille a pu faire une confession complète de ses péchés à un prêtre catholique. Elle écrit à sa fille Marie-Christine : 

« Votre sœur a confessé ses péchés pendant trois quarts d'heure, avec une précision, une repentance et une dévotion qui a arraché des larmes à son confesseur ; depuis, elle est très faible. Je ne peux remercier assez le Dieu aimant de me donner ce réconfort ; je la remets complètement entre ses mains et espère que sa destinée ne peut être qu'heureuse. »

Sa sœur cadette Marie-Josèphe est alors pressentie pour devenir reine de Naples. Elle meurt en 1767 et c'est finalement Marie-Caroline qui épouse Ferdinand IV.
Le décès de Marie-Jeanne, de Marie-Josèphe et d'autres de ses enfants de la variole convainc Marie-Thérèse de faire varioliser ses plus jeunes enfants, ce qui permet le développement de la variolisation en Autriche,.